# Ґленн Ешбі
Ґленн Ешбі  (англ. Glenn Ashby, 1 вересня 1977) — австралійський яхтсмен, олімпійський медаліст.

## Виступи на Олімпіадах
| Олімпіада  | Дисципліна | Місце |
| ---------- | ---------- | ----- |
| Пекін 2008 | Торнадо    | 2     |